# Jan Nicolaï
Jan Nicolaï (Hoensbroek 2 oktober 1938 – vermoedelijk Nieuwegein, 14 oktober 1983) was een Nederlands violist en muziekpedagoog.
Hij was zoon van Barbara Elisabeth Schiessl en mijnwerker Johannes Nicolaï. Hijzelf was sinds 1964 getrouwd met de Heerlense violiste Wilhelmina Everdina Elisabeth (Ineke) Schoonwater.. Naar eigen zeggen kwam hij uit een muzikale familie. Een van zijn grootmoeders was “zeer muzikaal” en een tante van hem zong bij de Weense Opera.
Hij kreeg (net als zijn aanstaande vrouw) zijn muziekopleiding aan de (lyceumafdeling van de) Muziekschool van Heerlen, nadat er eerst lessen waren bij oom A. Schiessl en Hubert Royen. Ondanks dat die muziekschool geen violist in hem zag, haalde hij zijn staatsexamen in 1957. Later volgde nog een studie bij Oskar Back, Herman Krebbers en Davina van Wely aan het Conservatorium van Amsterdam. Hij was echter niet alleen aan het studeren, maar gaf bijvoorbeeld in 1962 (zijn afstudeerjaar) ook lezingen over vioolmethodiek. In dat jaar begon hij ook met een reeks kamermuziekuitvoeringen met pianiste Thea Scheeren en speelde in het Kerkraads Symfonie Orkest. Een proefspel bij het Limburgs Symfonie Orkest leverde een afwijzing op, terwijl ook het Frysk Orkest, Orkest van het Oosten en een muziekschool in Zeeland hem graag wilden hebben.
Vanuit dat orkest kreeg hij in 1963 na proefspel direct een aanstelling om plaats te nemen bij de eerste violen in het Concertgebouworkest. Hij zou er drie jaar spelen; er speelden toen slechts vijf Limburgers in het orkest. In 1965 keek hij nog terug op zijn loopbaan tot dan toe en constateerde het het muziek- en zeker het vioolonderwijs in die provincie tekort schoot. Zelf was hij daarin toen al enkele jaren actief, maar dan in Amsterdam.
In 1966 (het eindjaar) haalde hij zijn examen solospel; een van de andere geslaagden was Emmy Verhey. Nicolaï nam in dat jaar zitting in het Stedelijk Orkest Utrecht, alwaar hij naast Jan Bleumers, tweede concertmeester werd. In 1974 schoof Emmy Verhey ook in die functie aan.
Ten tijde van zijn overlijden was hij docent aan het Sweelinck Conservatorium en Oud eerste concertmeester van het USO.
Hij overleed op 45-jarige leeftijd.